# Hoppets här
Hoppets här var ett gemensamt namn för en löst sammansatt samling nykterhetsföreningar i Sverige med frikyrklig koppling, vilka var mest verksamma under 1800-talets slut.
Namnet kommer av den amerikanska och engelska motsvarigheten "the Band of Hope". De svenska föreningarna, som uppgick till flera hundra, bildades från år 1876 då den amerikanske baptistpredikanten Eli Johnsson höll en serie nykterhetsföredrag runt om i landet. Då de första godtemplar- och blåbandsföreningarna bildades under 1880-talet, upplöstes den ena efter den andra av Hoppets här-föreningarna och dess medlemmar uppgick i det ena eller det andra av dessa bättre organiserade sällskap.
Hoppets här hade, genom sitt omfattande arbete i form av möten, föredrag, tidningsutgivning (bland andra "Nykterhetskämpen") och skrifter, stor betydelse för senare tiders nykterhetsverksamhet. 
Senare har namnet Hoppets här använts av vissa ungdomsföreningar som är knutna till någon av de stora nykterhetsföreningarna. Hoppets här är även namnet på en av de få kvarvarande blåbandsföreningarna i Göteborg.